# Veliki Ostros
Veliki Ostros este un sat din comuna Bar, Muntenegru. Conform datelor de la recensământul din 2003, localitatea are 416 locuitori (la recensământul din 1991 erau 623 de locuitori).

## Demografie
În satul Veliki Ostros locuiesc 324 de persoane adulte, iar vârsta medie a populației este de 41,4 de ani (40,7 la bărbați și 42,0 la femei). În localitate sunt 115 gospodării, iar numărul mediu de membri în gospodărie este de 3,62.
|  |

| Demografie | Demografie | Demografie |
| An         | Locuitori  | Locuitori  |
| ---------- | ---------- | ---------- |
|            |            |            |
|            |            |            |
|            |            |            |
|            |            |            |
| 1948       | 601        |            |
| 1953       | 575        |            |
| 1961       | 611        |            |
| 1971       | 638        |            |
| 1981       | 639        |            |
| 1991       | 623        | 560        |
| 2003       | 654        | 416        |

| \| Componența etnică conform recensământului din 2003[2] \| Componența etnică conform recensământului din 2003[2] \| Componența etnică conform recensământului din 2003[2] \| Componența etnică conform recensământului din 2003[2] \| Componența etnică conform recensământului din 2003[2] \| \| ----------------------------------------------------- \| ----------------------------------------------------- \| ----------------------------------------------------- \| ----------------------------------------------------- \| ----------------------------------------------------- \| \| \| \| \| \| \| \| Albanezi \| Albanezi \| \| 413 \| 99,27% \| \| necunoscută \| necunoscută \| \| 3 \| 0,72% \| |             |  |     |        |
| Componența etnică conform recensământului din 2003 |             |  |     |        |
| |             |  |     |        |
| Albanezi | Albanezi    |  | 413 | 99,27% |
| necunoscută | necunoscută |  | 3   | 0,72%  |